# Тодор Куљић
Тодор Куљић (Зрењанин, 1949) српски је социолог и универзитетски професор. 

## Биографија
Докторирао је на Филозофском факултету у Београду 1981. године, где је био професор на Одељењу за социологију до 2017. године.
Био је на студијским боравцима у СР Немачкој (Марбург) 1984. и 1991. године, као стипендиста фондације Фридрих Еберт.
Држао је предавања на универзитетима у Марбургу, Фрајбургу, Базелу и Цириху . 
Добио награду „Војин Милић“ Српског социолошког друштва за Танатополитику, једну од две најбољe социолошке књиге објављене у Србији 2014. године.

## Дела
- Фашизам (1978, 1987, 2021)
- Теорије о тоталитаризму (1983)
- Бирократија и кадровска управа (1989)
- Облици личне власти (1994, 2009)
- Тито (1998, 2005, 2012)
- Превладавање прошлости (2002)
- Култура сећања (2006)
- Социологија генерације (2009)
- (2010)
- Сећање на титоизам (2011)
- Кultura spominjanja (словеначки превод) (2012)
- Анатомија деснице (2013)
- Танатополитика (2014)
- Транзиција ума (2014)
- Post-Yugoslav Memory Culture (2017)
- Прогнани појмови (2018)
- Приручник антикапитализма (2021)
- Манифест сећања левице  (2021)
- Aнти-аутобиографија (2023)
- Tito (slovenački prevod)  2024